# Rhythm Divine
«Rhythm Divine» (с англ. — «Божественный ритм») — второй сингл испанского поп-певца Энрике Иглесиаса с его первого англоязычного альбома под названием Enrique, выпущенный в октябре 1999 года на лейбле Interscope Records. Песня была переведена на испанский язык как «Ritmo Total» и выпущена в эфиры радиостанций Латинской Америки.

## Список композиций
Маккси-сингл № 1
1. «Rhythm Divine»
2. «Rhythm Divine» (Morales Radio Mix)
3. «Rhythm Divine» (Stero Dub Mix)
4. «Rhythm Divine» (Lord G’s Dive Dub)

Макси-сингл № 2
1. «Rhythm Divine» (Morales Radio Mix)
2. «Rhythm Divine» (Fernando G Club Mix)
3. «Rhythm Divine» (Mijango’s Extended Mix)

## Чарты
| Страна(1999)/(2000)   | Лучший результат |
| --------------------- | ---------------- |
| Австралия             | 36               |
| Чили                  | 12               |
| Франция Top 100       | 27               |
| Германия Top 50       | 36               |
| Мексика Top 100       | 2                |
| Нидерланды            | 20               |
| Испания               | 1                |
| Британия              | 45               |
| США Billboard Hot 100 | 1                |